# أوليفر تي مارش
أوليفر تي مارش (بالإنجليزية: Oliver T. Marsh)‏ هو مصور سينمائي أمريكي، ولد في 30 يناير 1893 في كانساس سيتي في الولايات المتحدة، وتوفي في 5 مايو 1941 في هوليوود في الولايات المتحدة.

## وصلات خارجية
- أوليفر تي مارش على موقع IMDb (الإنجليزية)
- أوليفر تي مارش على موقع ألو سيني (الفرنسية)
- أوليفر تي مارش على موقع قاعدة بيانات الأفلام السويدية (السويدية)
- أوليفر تي مارش على موقع قاعدة بيانات الفيلم (الإنجليزية)
- أوليفر تي مارش على موقع كينوبويسك (الروسية)